# Третьяков, Николай Александрович (инженер-генерал)
Никола́й Алекса́ндрович Третьяко́в (1854—1917) — русский инженер-генерал (1916), герой русско-японской войны и Первой мировой войны.

## Биография
Родился 2 октября 1854 года, из дворян Симбирской губернии.
- Окончил 2-ю Московскую военную гимназию.
- 10 августа 1872 — Поступил на военную службу.
- 1875 — Окончил Николаевское инженерное училище, выпущен подпоручиком в 6-й саперный батальон.
- 13 июля 1877 — Поручик.
- 1878 — Окончил Николаевскую инженерную академию.
- 14 ноября 1878 — Штабс-капитан (за отличие).
- 25 декабря 1884 — Капитан (за отличие).
- 5 апреля 1892 — Подполковник.
- 5 апреля 1893 — Командир Владивостокской крепостной сапёрной роты.
- 21 мая 1895 — Командир 1-го Восточно-Сибирского сапёрного батальона.
- 25 декабря 1899 — Полковник (за отличие).
- 1900—1901 — Участвовал в Китайском походе.
- 27 февраля 1901 — Командир 5-го Восточно-Сибирского стрелкового полка.
- 1904—1905 — Участвовал в русско-японской войне. Со своим полком оборонял вход на Квантунский полуостров в бою при Цзиньчжоу. Оборонял г. Высокую. Был ранен.
- 22 октября 1904 — Генерал-майор (за боевые отличия).
- 29 июля 1905 — Начальник 3-й сапёрной бригады.
- 17 октября 1910 — Инспектор полевых инженерных войск Киевского военного округа.
- 6 декабря 1910 — Генерал-лейтенант (за отличие).
- 28 февраля 1911 — Начальник 10-й Сибирской стрелковой дивизии.
- 12 октября 1911 — Начальник 3-й Сибирской стрелковой дивизии.
- 12 августа 1914 — Начальник 1-й Сибирской стрелковой дивизии.
- 5 сентября 1915 — Командир XXIII армейского корпуса, но через 7 дней зачислен в резерв чинов при штабе Двинского ВО.
- Декабрь 1915 — Командир XLII армейского корпуса
- 20 марта 1916 — Командир XXXVII армейского корпуса.
- 10 июля 1916 — Старшинство в чине генерал-лейтенанта установлено с 22.10.1908 (на основании Георгиевского статута).
- 6 декабря 1916 — Инженер-генерал.

Умер от воспаления легких. Исключен из списков умершим 27.02.1917.

## Награды
- Орден Святого Станислава 3-й степени с мечами и бантом (1879)
- Орден Святой Анны 3-й степени (1880)
- Орден Святого Станислава 2-й степени (1887)
- Орден Святой Анны 2-й степени (1891)
- Орден Святого Владимира 4-й степени (1895)
- Золотое оружие с надписью «За храбрость» (ВП 15.03.1901)
- Орден Святого Владимира 3-й степени с мечами (1903)
- Орден Святого Георгия 4-й степени (ВП 24.10.1904)
- Орден Святого Станислава 1-й степени с мечами (ВП 27.01.1905)
- Орден Святой Анны 1-й степени с мечами (ВП 18.03.1907)
- Орден Святого Владимира 2-й степени (1913)
- Мечи к ордену Святого Владимира 2-й степени (ВП 26.05.1915)
- Орден Белого орла с мечами (ВП 07.01.1916)
- Орден Святой Анны 4-й степени (ВП 06.05.1916)